# Independent’s Day
Independent’s Day – trzeci album rapera z Detroit Royce da 5’9”, został wydany przez Trouble Records 28 czerwca 2005.

## Lista utworów
1. „Intro” – 0:29
2. „I Owe You” – 4:24
3. „Ride”  (featuring Big Herk, Juan) – 4:14
4. „Wet My Whistle”  (featuring Sara Stokes) – 3:36
5. „Politics”  (featuring Cee-Lo) – 4:37
6. „Looking at My Dog”  (featuring Yo Gotti) – 4:32
7. „Right Back”  (featuring Juan, Kid Vishis) – 3:40
8. „Skit” – 0:37
9. „Blow Dat...” – 3:50
10. „Chips on Pistons”  (featuring Blade Icewood) – 4:25
11. „Skit” – 0:36
12. „Fuck My Brains Out”  (featuring June, Ingrid Smalls) – 3:31
13. „Independent’s Day” – 3:47
14. „Meeting of the Bosses” – 4:01
15. „Skit” – 0:32
16. „Paranoia”  (featuring La the Darkman) – 3:54
17. „Lay It Down”  (featuring Juan, K-Doe) – 4:18
18. „Yeah” – 3:48